# Пероб
Перо́б (фр. Peyraube, окс. Peirauba) — коммуна во Франции, находится в регионе Юг — Пиренеи. Департамент — Верхние Пиренеи. Входит в состав кантона Турне. Округ коммуны — Тарб.
Код INSEE коммуны — 65357.

## География
Коммуна расположена приблизительно в 650 км к югу от Парижа, в 110 км юго-западнее Тулузы, в 15 км к востоку от Тарба.
Коммуна расположена в местности Бигорр. На западе коммуны протекает река Аррос.

## Климат
Климат умеренно-океанический с солнечной тёплой погодой и обильными осадками на протяжении практически всего года.

## Население
Население коммуны на 2010 год составляло 141 человек.
| 1962 | 1968 | 1975 | 1982 | 1990 | 1999 | 2010 |
| ---- | ---- | ---- | ---- | ---- | ---- | ---- |
| 134  | 121  | 116  | 102  | 111  | 114  | 141  |

## Администрация
| Период | Период | Фамилия         | Партия | Примечания |
| ------ | ------ | --------------- | ------ | ---------- |
| 2001   | 2014   | Кристьян Гарсия |        |            |
| 2014   | 2020   | Бернар Лар      |        |            |

## Экономика
В 2010 году среди 91 человека трудоспособного возраста (15-64 лет) 70 были экономически активными, 21 — неактивными (показатель активности — 76,9 %, в 1999 году было 65,4 %). Из 70 активных жителей работали 62 человека (35 мужчин и 27 женщин), безработных было 8 (3 мужчин и 5 женщин). Среди 21 неактивных 7 человек были учениками или студентами, 9 — пенсионерами, 5 были неактивными по другим причинам.